# A Ticket for Everyone: Busted Live
A Ticket for Everyone és un àlbum en directe per la banda de pop rock britànica Busted. Conté dotze pistes grabades durant el concert a Manchester del seu tur anomenat Present for Everyone, a més de la versió d'estudi de "Thunderbirds Are Go!", que va ser lliurat com un únic single el Juliol de 2004.
L'àlbum va ser Platinum al Regne Unit.

## Llista de pistes
1. "Air Hostess" (6:31)
2. "That Thing You Do" (3:48)
3. "What I Go to School For" (3:32)
4. "She Wants to Be Me" (3:36)
5. "3am" (3:54)
6. "Who's David?" (3:55)
7. "Thunderbirds Are Go!" (3:15)
8. "Teenage Kicks" (2:54)
9. "You Said No" (3:17)
10. "Year 3000" (3:55)
11. "Sleeping with the Light On" (4:13)
12. "Crashed the Wedding" (3:54)
13. "Thunderbirds Are Go! (Studio Version)" (3:11)

## Llista de pistes del DVD
1. Air Hostess 

2. That Thing You Do

3. What I Go to School For

4. She Wants to Be Me

5. 3AM

6. Why

7. Britney

8. Who's David?

9. Teenage Kicks

10. Better Than This

11. Where is the Love?

12. Fake

13. Nerdy

14. You Said No

15. Year 3000

16. Sleeping with the Light On

17. Crashed the Wedding